# Лампунгский язык
Лампу́нгский язык (индон. Rumpun bahasa Lampung) входит в состав австронезийской семьи, распространён в провинции Лампунг на юге Суматры.
По данным Ethnologue, количество носителей данного языка составляла 1,477 млн чел. в 2000 году. Представляет собой группу близкородственных диалектов, иногда рассматриваемых в качестве отдельных языков: абунг (ньо; 180 тыс. чел.), апи (827 тыс. чел.) и комеринг (последний, в свою очередь, иногда включается в состав диалекта апи; на нём говорят в долине одноимённой реки, 470 тыс.).
Лампунгский язык пользуется латинской графикой.
Числительные в данном языке выглядят так: 1 «say», 2 «ʁuwo», 3 «tigo», 4 «pak», 5 «limo», 6 «nəm», 7 «pitəw», 8 «waləw», 9 «siwo», 10 «ngəpuluh», 11 «səbəlas», 100 «səʁatus», 1000 «səʁibu».